# G-glutamilciklotransferaza
G-glutamilciklotransferaza (EC 2.3.2.4, gama-glutamil-aminokiselinska ciklotransferaza, gama-L-glutamilciklotransferaza, L-glutaminska ciklaza, (5-L-glutamil)--aminokiselinska 5-glutamiltransferaza (ciklizacija)) je enzim sa sistematskim imenom (gama-L-glutamil)-L-amino-kiselina gama-glutamiltransferaza (ciklizacija). Ovaj enzim katalizuje sledeću hemijsku reakciju
(gama--glutamil)--aminokiselina {\displaystyle \rightleftharpoons } 5-oksoprolin + L-aminokiselina
Ovaj enzim deluje na derivate L-glutamata, L-2-aminobutanoata, L-alanina i glicina.

## Literatura
- Nicholas C. Price; Lewis Stevens (1999). Fundamentals of Enzymology: The Cell and Molecular Biology of Catalytic Proteins (Third изд.). USA: Oxford University Press. ISBN 019850229X.
- Eric J. Toone (2006). Advances in Enzymology and Related Areas of Molecular Biology, Protein Evolution (Volume 75 изд.). Wiley-Interscience. ISBN 0471205036.
- Branden C; Tooze J. Introduction to Protein Structure. New York, NY: Garland Publishing. ISBN 0-8153-2305-0.
- Irwin H. Segel. Enzyme Kinetics: Behavior and Analysis of Rapid Equilibrium and Steady-State Enzyme Systems (Book 44 изд.). Wiley Classics Library. ISBN 0471303097.
- William P. Jencks (1987). Catalysis in Chemistry and Enzymology. Dover Publications. ISBN 0486654605.

## Spoljašnje veze
- Gamma-glutamylcyclotransferase на 